# Tierdarstellung (Runensteine)

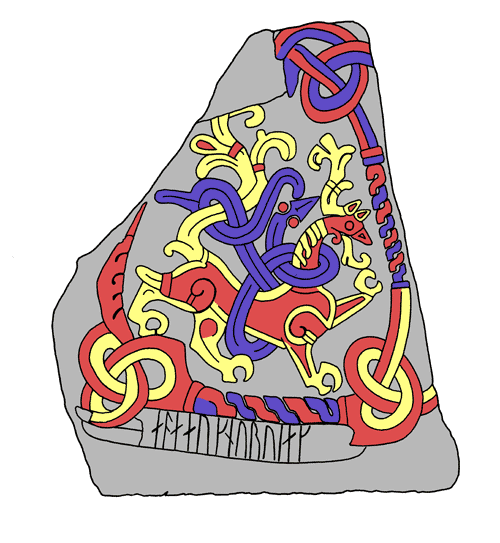
Großer Runenstein von Jelling, Das Große Tier (rot)

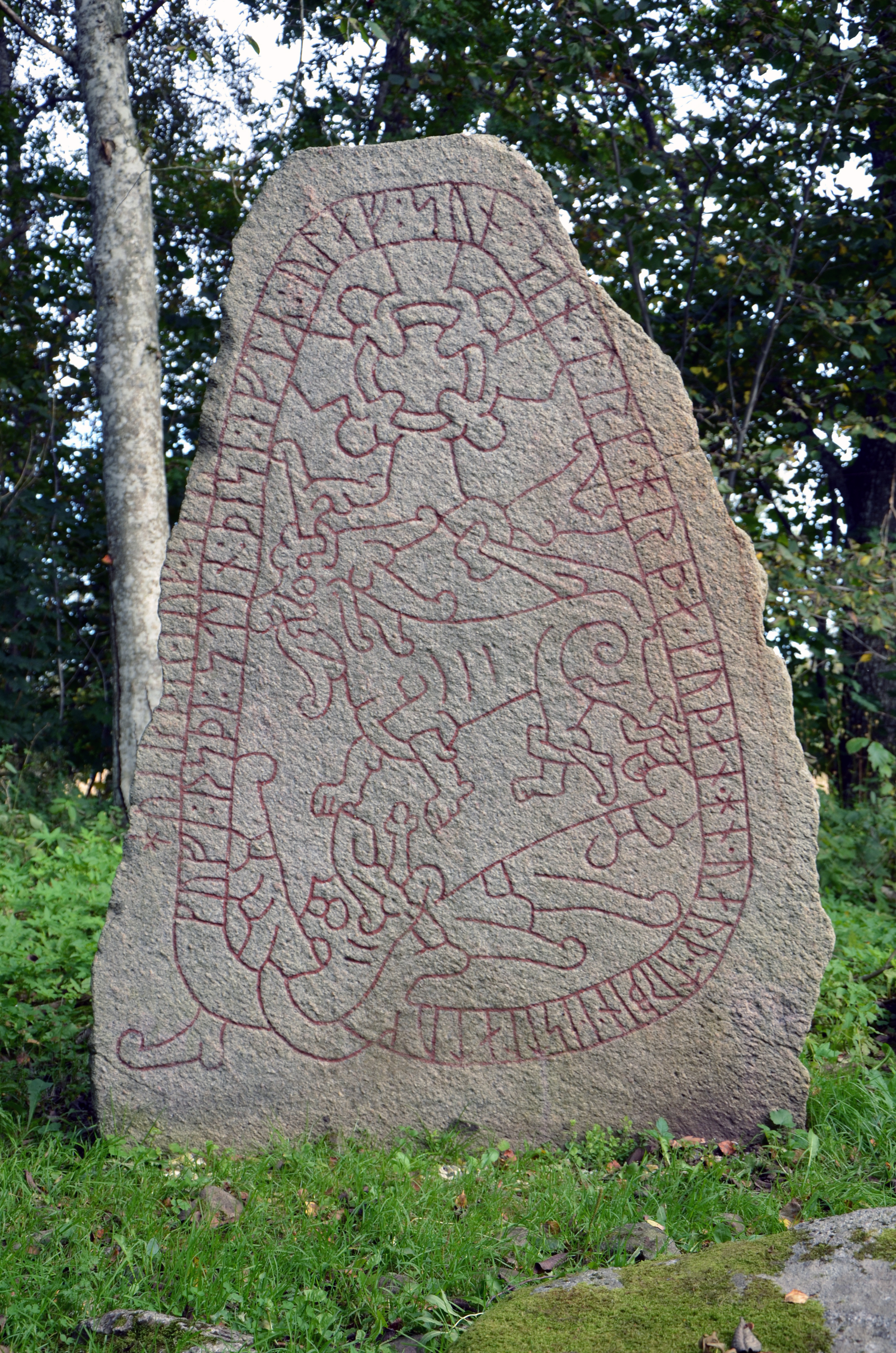
Runenstein von Olsbro

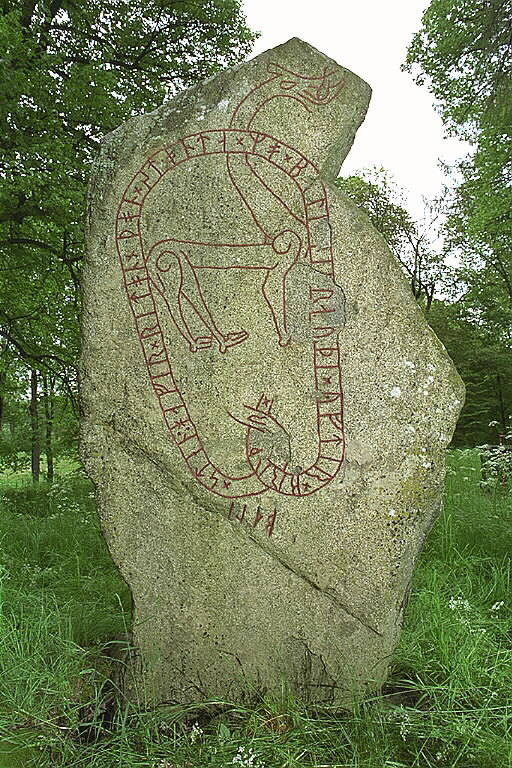
Runenstein von Lilla Kyringe

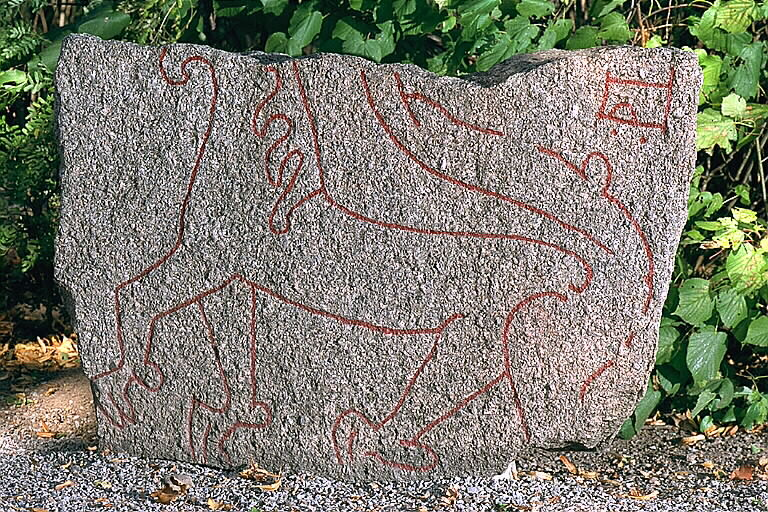
Runenstein von Kärna – Ög 106

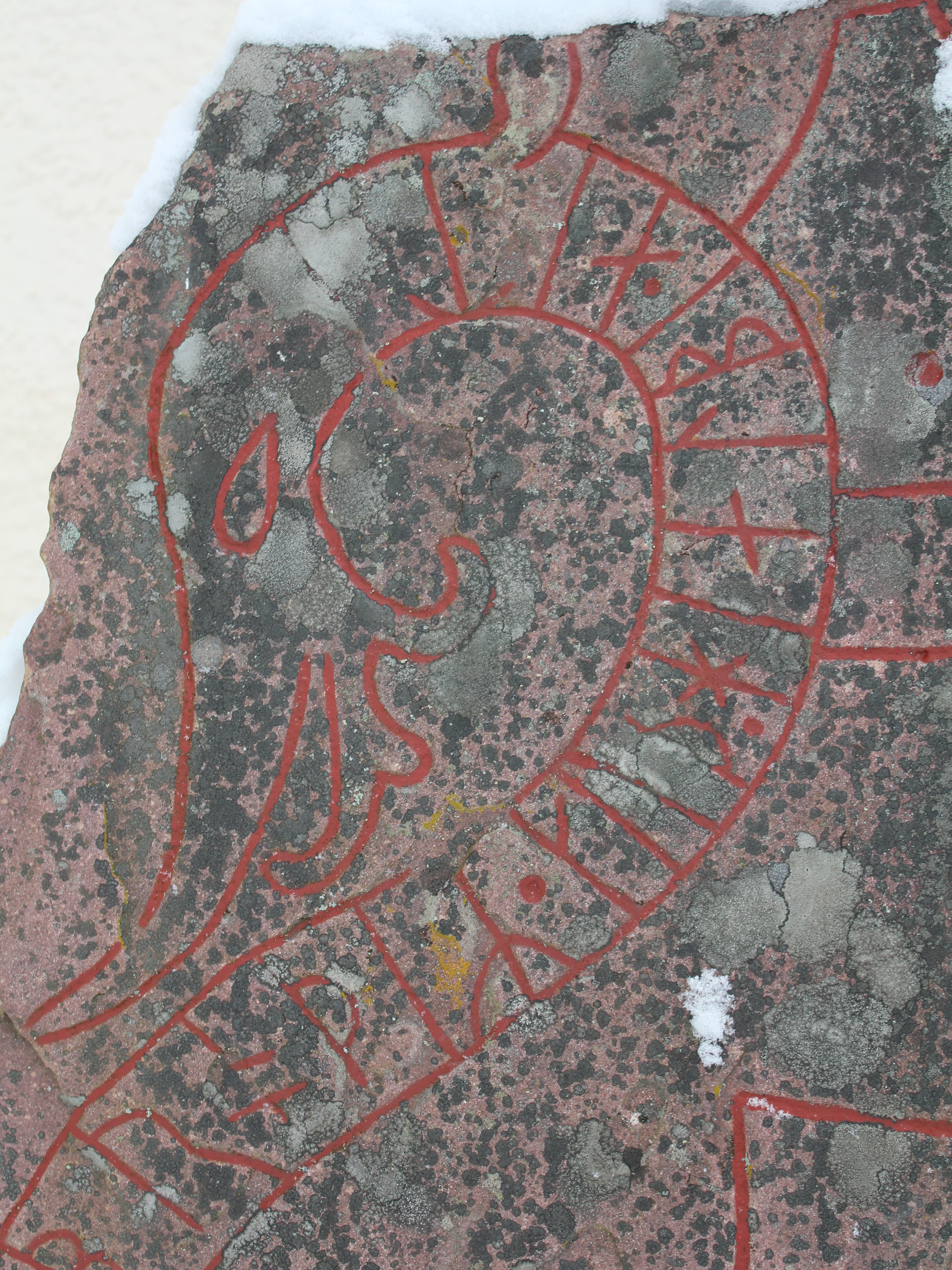
Runenstein Sö 11 von Gryts kyrka

Tierdarstellungen sind auf Runensteinen in Dänemark, Skandinavien und England vom 6. bis zum 11. Jahrhundert erhalten.
Etwa 100 Darstellungen von Vierbeinern sind aus der späten Wikingerzeit (etwa 960–1050 n. Chr.) bekannt.
Die meisten dieser Tiere sind nicht eindeutig zu identifizieren (Drache, Hirsch, Löwe, Wolf), einige scheinen Mischformen aus verschiedenen Tierarten zu sein. Die Tiere stammen überwiegend aus der germanischen Mythologie, einige werden als das „Große Tier“ aus der Johannes-Offenbarung interpretiert.

## Hintergrund
Runentiere (schwedisch Rundjur) sind dekorative Tierfiguren auf Runensteinen, die zur nordischen Tierornamentik gehören. Sie haben die Form von Drachen, Schlangen und anderen Tieren und bilden meist die Runenschleifen, auf denen die Inschrift angebracht ist. Sie werden zusammen mit Elementen geschnitzt, die sie mit der Schrift verbinden, beispielsweise durch sogenanntes Binden, was bedeutet, dass ein oder mehrere runde Tiere aneinander gekettet oder miteinander verschlungen sind, um Ringmuster zu bilden.
Auf etwa 200 schwedischen Runensteinen der späten Wikingerzeit sind figürliche Darstellungen eingeritzt. Darunter sind etwa 100 Vierbeinerdarstellungen. Sie wurden von der Forschung überwiegend als Löwen angesprochen, die unter dem Einfluss piktischer (Pictish Beast) bzw. kontinentaler oder orientalischer Kunst entstanden seien.
Die besonders zahlreichen Vierbeinerdarstellungen in Uppland bilden eine relativ homogene Gruppe, die man größtenteils ebenfalls als Löwen, seltener als Drachen, Kentaure, Pferde (Runenstein U 751) oder Wölfe (Holmfastristning – Sö 311–313) betrachtet. Bis in jüngste Zeit hat sich die Forschung vorwiegend der Suche nach Vorbildern des „Großen Tieres“ gewidmet. Es zeichnet sich ab, dass die Löwendeutung zu kurz greift und das Chimärenmotiv verschiedene Sinngehalte transportieren kann. Die Aufmerksamkeit gilt dabei Darstellungen, bei denen die Beine der Tiere als gefesselt gekennzeichnet sind. Eine Sonderstellung scheint das in der nordischen (Fenriswolf) und christlichen Eschatologie bestimmende Motiv vom „gebundenen Ungeheuer“ einzunehmen.

## Beispiele
Runensteine von Jelling
Die hybride Äußerlichkeit des Vierbeiners auf einem der Runensteine von Jelling in Dänemark hat zu unterschiedlichen Deutungen geführt. Er wurde als Löwe, Greif, Drache oder Hirsch interpretiert.
Runenstein von Tullstorp
In der Mitte des Steins ist ein Vierbeiner abgebildet. Es wurde auf verschiedene Weise interpretiert, so als Wolf oder als heraldischer Panther, der „oft Feuer durch den Mund und die Nase atmet, er ist gehörnt und hat Hinterbeine wie ein Löwe, während die Vorderbeine einem Adler ähnlich sind.“ Die meisten Forscher, die sich zur Deutung des Tieres äußerten, sind nicht über die formale Beschreibung hinausgekommen und äußerten sich nicht zur Bedeutung.
Runenstein von Olsbro
Ein löwenartiges Tier ist hier unter einem christlichen Kreuz dargestellt.
Runenstein von St Paul’s
Eine der besten Darstellungen eines Tieres auf einem Runenstein außerhalb Skandinaviens findet sich auf dem Runenstein von St Paul’s in London. Es könnte einen Hirsch darstellen.
Weitere Tierdarstellungen sind
- Runenstein von Vang (Norwegen, N 84)
- Runenstein von Skårby (Schweden, DR 280)
- Runenstein von Resmo (Schweden, Fv1911; 274B)
- Runenstein von Stora Ek (Schweden, Vg 4)[1]
- Runenritzung an der Trosa bro (Schweden, Sö 39)
- Runenstein von Sørup (Dänemark, DR 187)
- Runenstein von Väppeby (Schweden, U 692)

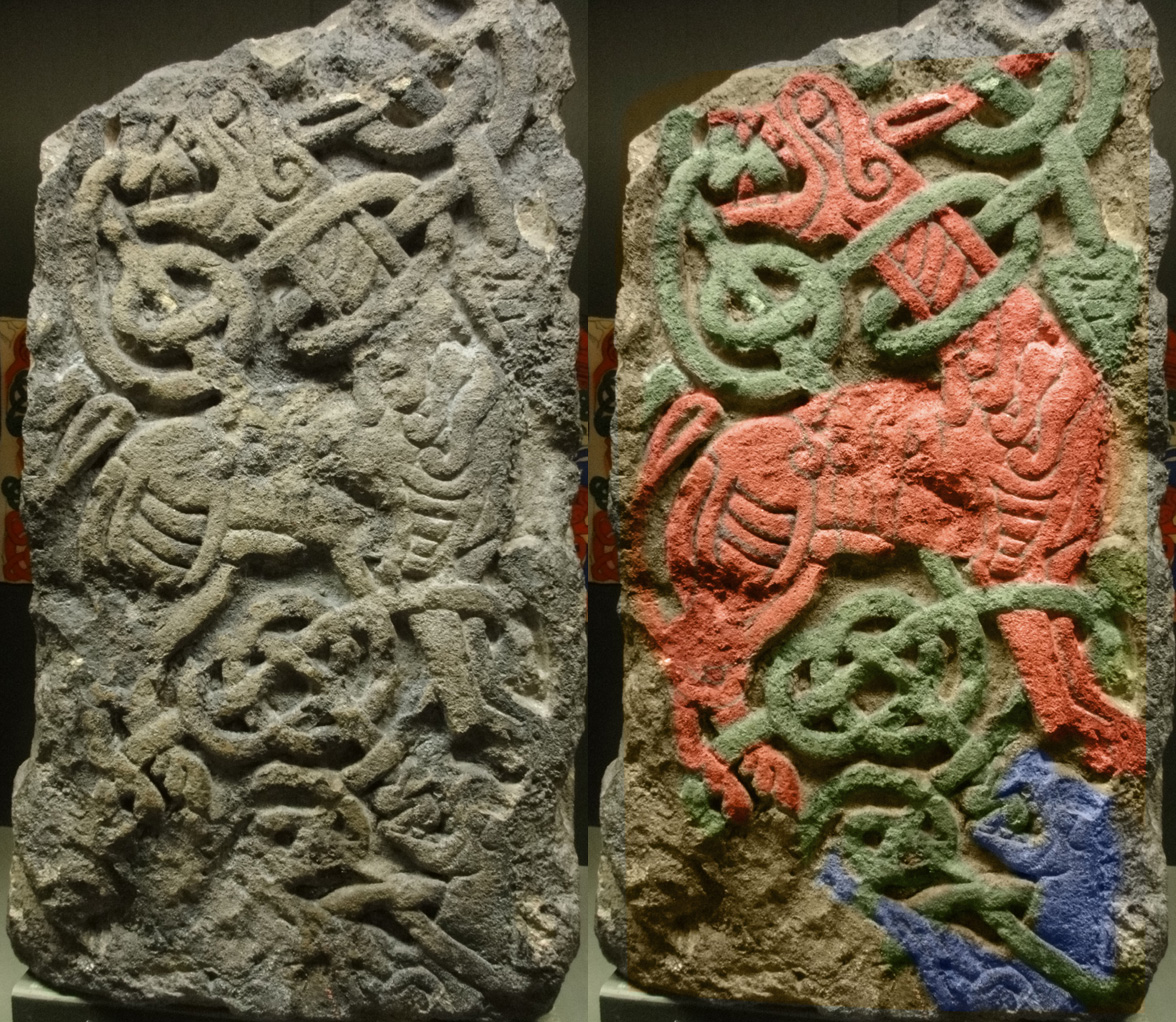
Tierdarstellung in Gloucester, England
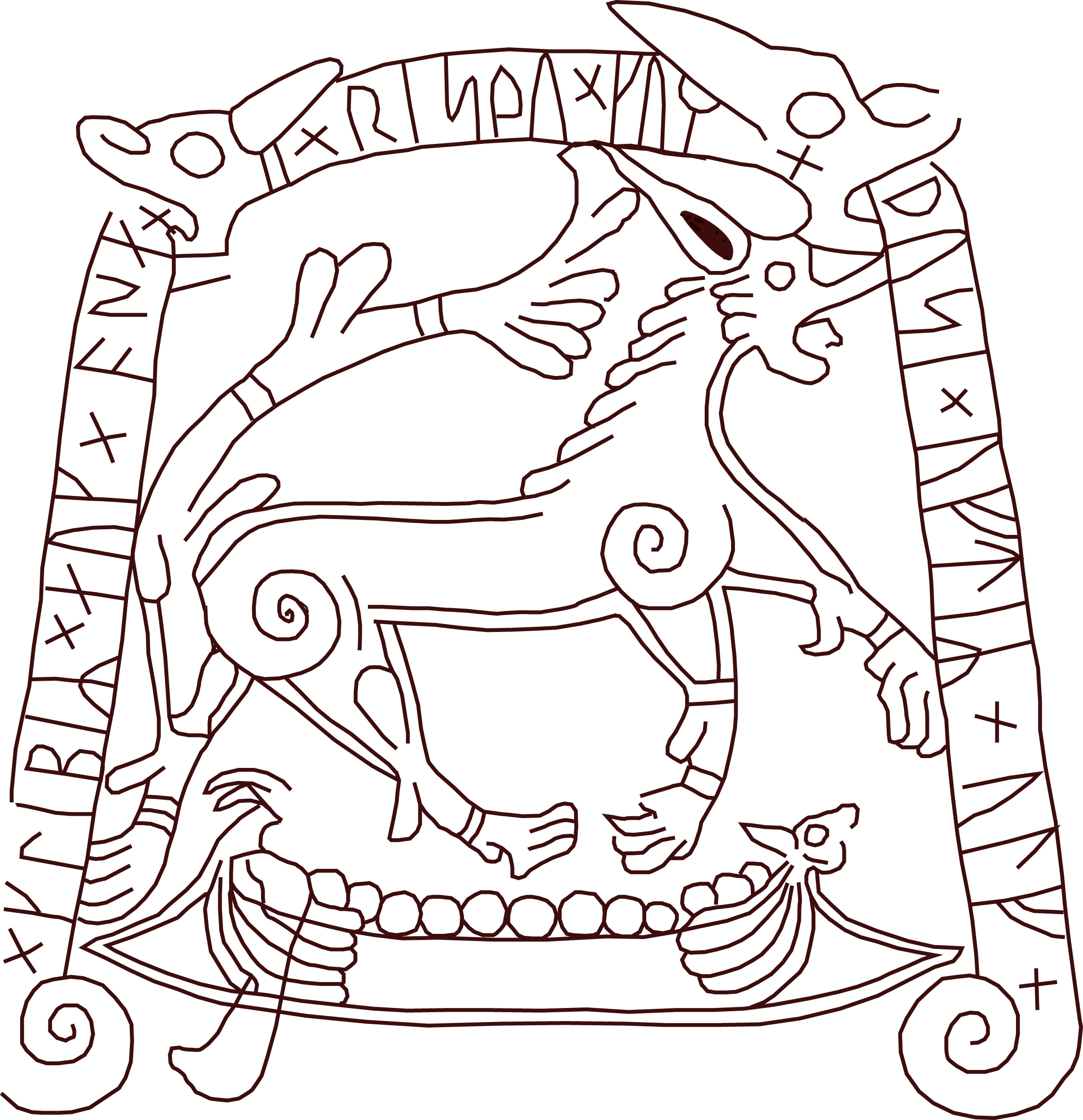
Das Große Tier von Tullstorp
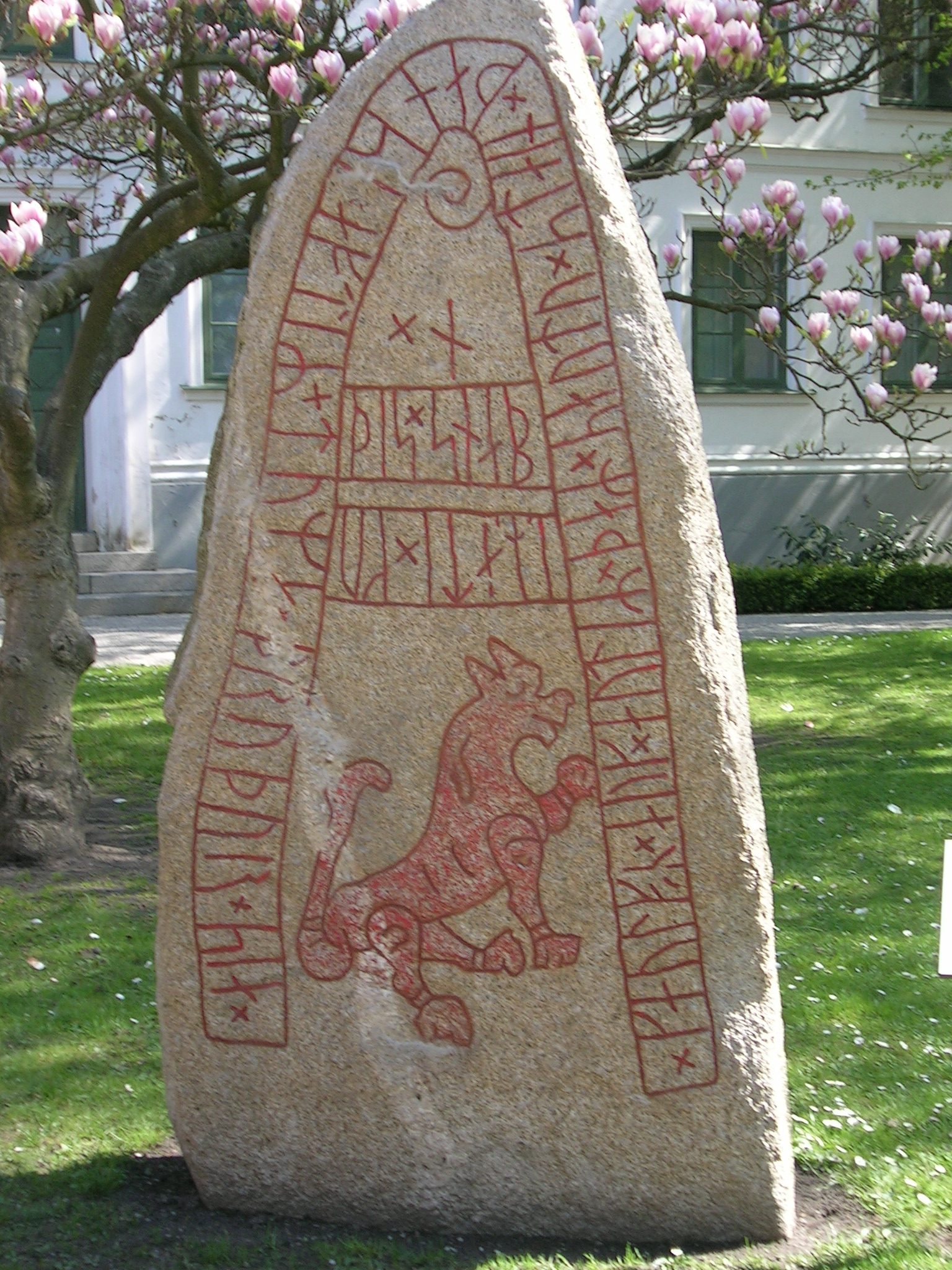
Runenstein von Skårby
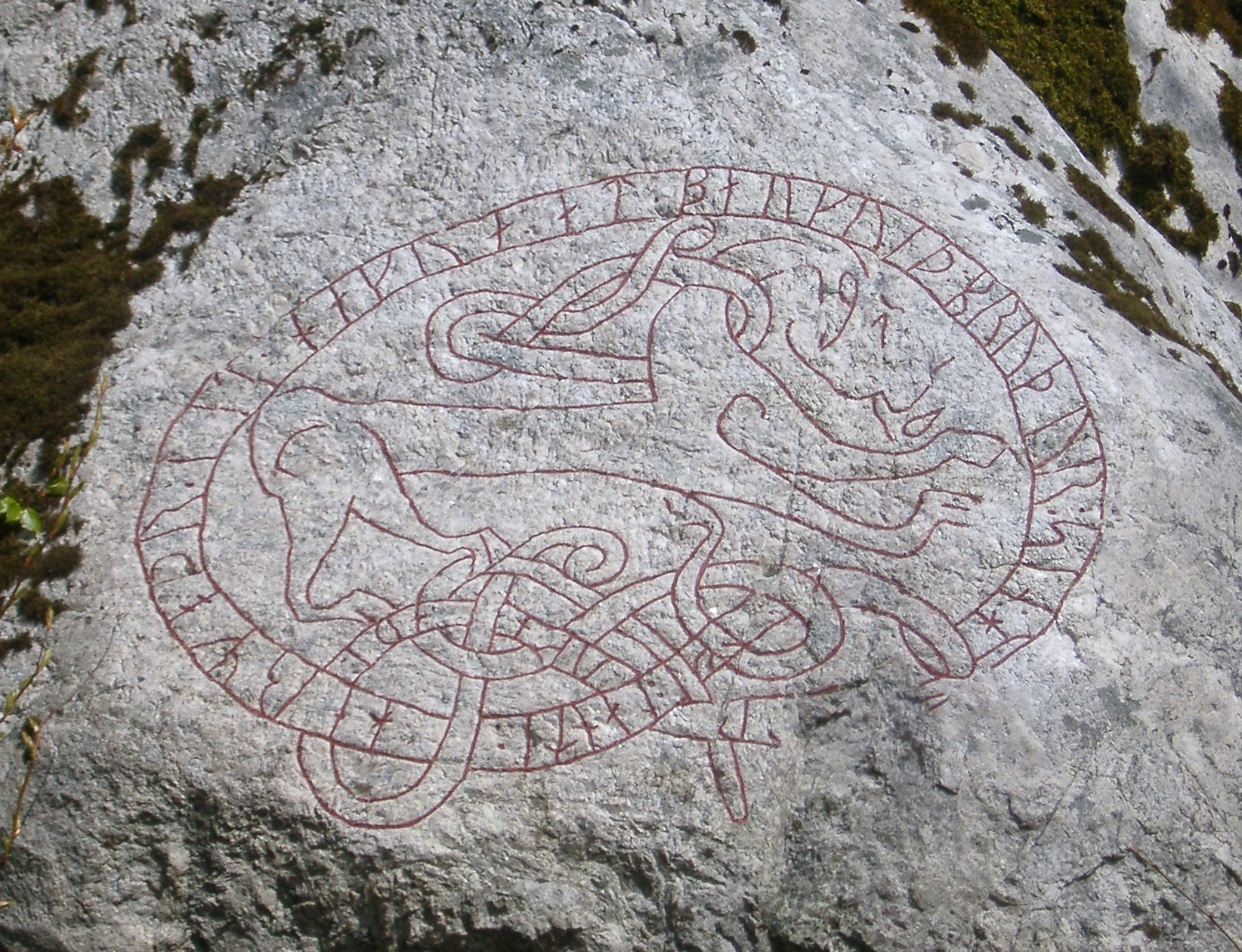
Runenritzung an der Trosa bro (Sö 39)
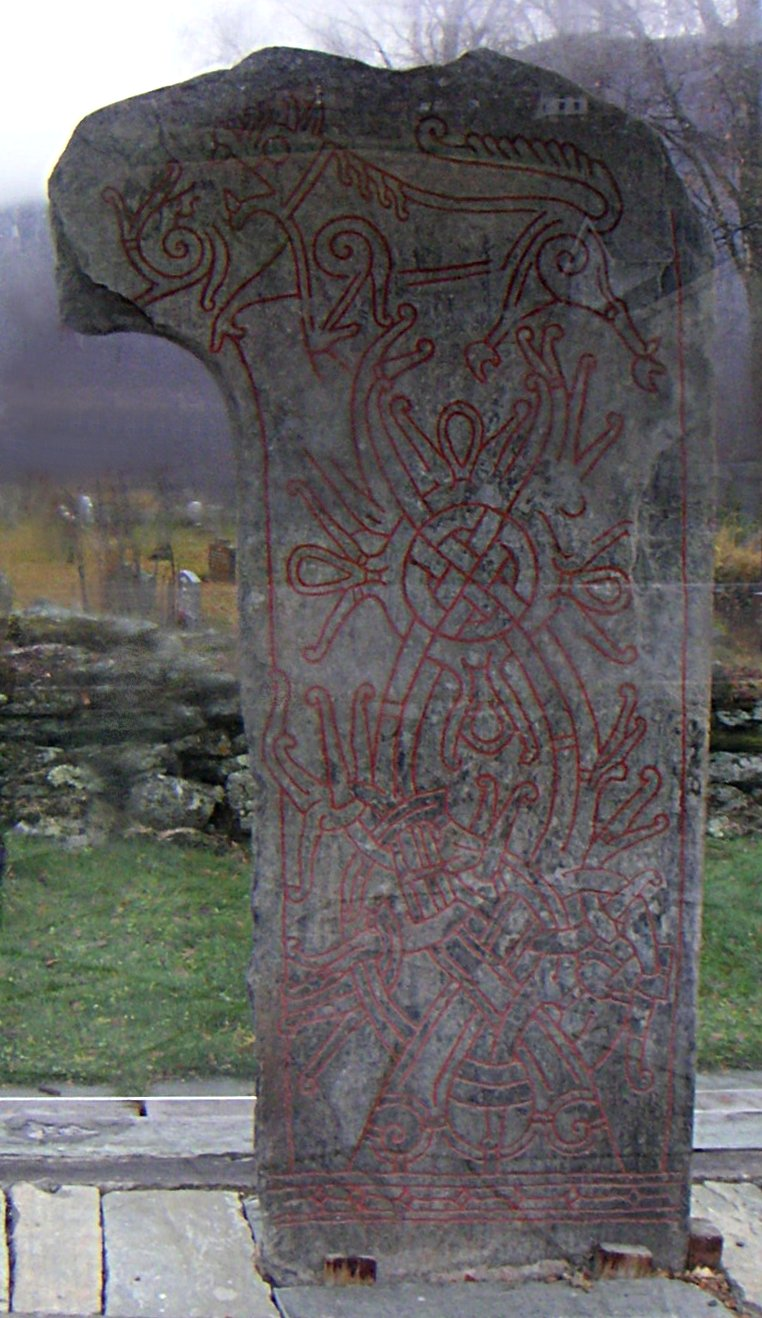
Runenstein von Vang
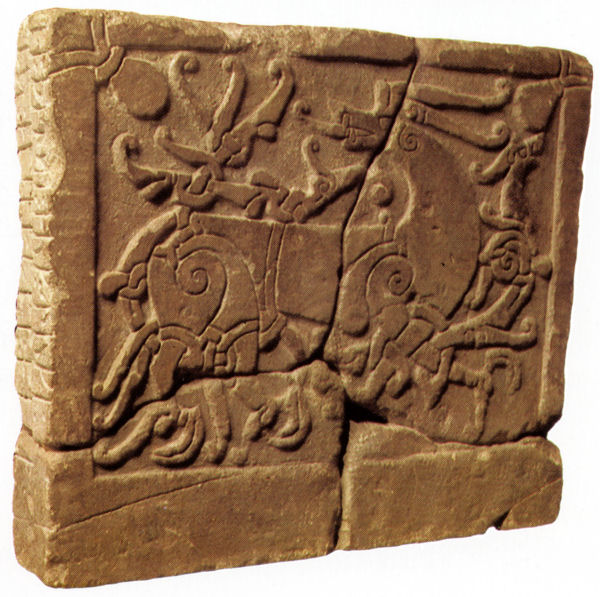
Runenstein von St Paul’s
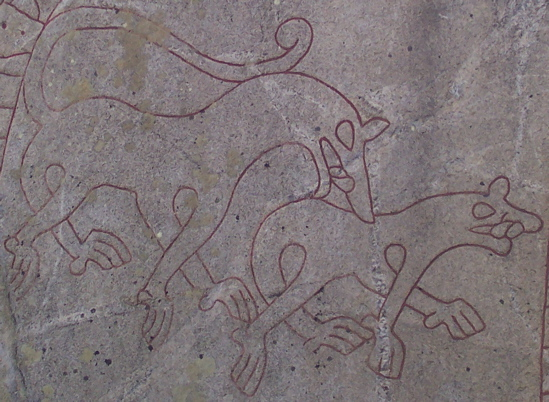
Detail vom Runenstein von Ekerö
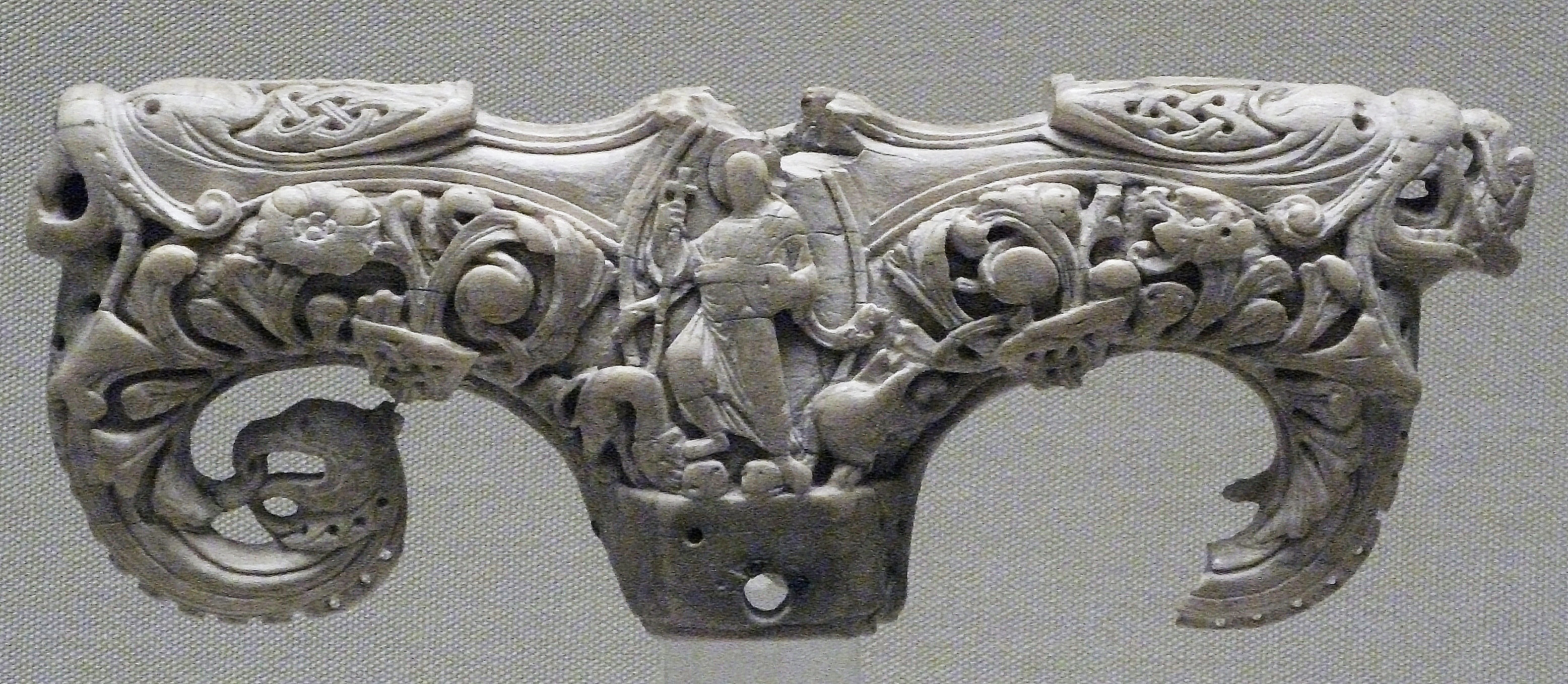
Angelsächsisches Kreuz, 8. Jhd.

Darstellungen des Großen Tieres gibt es auch auf bronzenen Fibeln, wie der durchbrochenen von Bejsebakken im Urnes-Stil. Obwohl das Gesamtdesign der Fibeln gut erhalten ist, wurden Details rekonstruiert. Die Füße des großen Tieres basieren auf Motiven, die zahlreiche schwedische Runensteine zieren. Der Kopf der Schlange basiert auf der Hørning-Plankenschnitzerei. Ähnliche Fibeln mit der gleichen Zusammensetzung wurden auch in Borre, Norwegen und anderswo gefunden.